# 柴田花恋
柴田 花恋（しばた かれん、2002年4月23日 - ）は、日本の子役である。ヒラタオフィス所属。神奈川県出身。

## 出演

### 映画
- のんちゃんのり弁（2009年）

### テレビドラマ
- 斉藤さん（2008年、日本テレビ）
- 桂ちづる診察日録 第11話「もの言わぬ叫び」（2011年、NHK総合）
- GTO 第6話（2014年、関西テレビ） - 柊衣奈 役
- 月曜名作劇場「犯罪資料館 緋色冴子シリーズ・赤い博物館」（2016年、TBS） - 鈴木奏 役
- 未来への10カウント 第1話（2022年4月14日、テレビ朝日） - 吉村えれな 役

### 舞台
- うねり〜踊らない二人〜（2024年3月13日 - 17日、京都劇場 / 3月21日 - 31日、ヒューリックホール東京 / 4月7日・8日、刈谷市総合文化センター アイリス 大ホール / 4月11日・12日、電力ホール）[1]

### CM
- ユーキャン 友近さん編
- 東洋水産 マルちゃん赤いきつねと緑のたぬき 着うたキャンペーン（2008年）